# روي ليما
روي ليما (25 مارس 1978 ببورتو في البرتغال - ) هو لاعب كرة قدم برتغالي في مركز الوسط. شارك مع منتخب البرتغال تحت 20 سنة لكرة القدم. أما مع النوادي، فقد لعب مع نادي أومونيا ونادي بوافيشتا ونادي بيرا مار ونادي فيتوريا سيتوبال ونيا سلاميس فاماغوستا وهبوعيل حيفا ونادي ديبورتيفو داس أيفيس ونادي غوندومار وU.D. Oliveirense ‏ ونادي تشافيس وSport Clube Salgueiros ‏.

## وصلات خارجية
- روي ليما على موقع قاعدة بيانات كرة القدم.إي يو (الإنجليزية)
- روي ليما على موقع Soccerway.com (الإنجليزية)